# 239P/LINEAR
La comète LINEAR, officiellement 239P/LINEAR, est une comète périodique du système solaire, découverte le 7 décembre 1999 par le programme LINEAR.